# Артър Аш
Артър Робърт Аш – младши (на английски: Arthur Robert Ashe, Jr.) е американски тенисист.

## Биография
Артър Робърт Аш – младши Вилас е роден на 10 юли 1943 г. в Ричмънд, Вирджиния.

## Кариера
Артър Аш е първият афроамерикански тенисист, който печели 3 титли от турнири за Големия шлем. Заради професионалните му постижения в тениса Аш е определен за най-добър американски спортист през 1969 г. В чест на Аш централният корт в Ню Йорк, на който се играят мачовете за Откритото първенство на САЩ, носи неговото име. В наши дни това е съоръжението за тенис, което има най-голям капацитет от 22 547 зрители.
Артър Аш дебютира през 1960 г., когато тъкмо е навършил пълнолетие. Впуска се в първия си аматьорски турнир за титлата на щата Ню Джърси. В кариерата си Аш има спечелени и 7 титли от университетски турнири по тенис на корт.
В компютърната класация на ATP той достига номер 2 в света, през май 1976 г.
Той е сред 2-та чернокожи тенисисти, които са спечелили турнири от Големия шлем (другият е французинът Яник Ноа). През 2005 г. спортното списание „Tennis magazine“ включва Артър Аш сред най-добрите 20 тенисисти на столетието.
През 1985 г. е включен в Международната тенис зала на славата.
Артър Аш почива в събота, 6 февруари 1993 г. в Ню Йорк от СПИН, с който е заразен чрез преливане на кръв през 1988 г.

## Кариерна статистика

#### Титли отГолям шлем(3)
| година | турнир       | съперник     | резултат                            |
| ------ | ------------ | ------------ | ----------------------------------- |
| 1968   | ОП САЩ       | Том Окер     | 14 – 12, 5 – 7, 6 – 3, 3 – 6, 6 – 3 |
| 1970   | ОП Австралия | Дик Крийли   | 6 – 4, 9 – 7, 6 – 2                 |
| 1975   | Уимбълдън    | Джими Конорс | 6 – 1, 6 – 1, 5 – 7, 6 – 4          |

#### Финали на турнири отГолям шлем(4)
| 1966          | ОП Австралия | Рой Емерсън  | 4 – 6, 8 – 6, 2 – 6, 3 – 6        |
| 1967          | ОП Австралия | Рой Емерсън  | 4 – 6, 1 – 6, 4 – 6               |
| ↓ Оупън ера ↓ |              |              |                                   |
| 1971          | ОП Австралия | Кен Розуол   | 1 – 6, 5 – 7, 3 – 6               |
| 1972          | ОП САЩ       | Илие Настасе | 6 – 3, 3 – 6, 7 – 6, 4 – 6, 3 – 6 |